# Xã Wayne, Quận Schuylkill, Pennsylvania
Xã Wayne (tiếng Anh: Wayne Township) là một xã thuộc quận Schuylkill, tiểu bang Pennsylvania, Hoa Kỳ. Năm 2010, dân số của xã này là 5.113 người.